# Waltraud Funk
Pour les articles homonymes, voir Funk (homonymie).
Waltraud Funk (née en 1957 à Immenstadt) est une sculptrice et photographe allemande.

## Biographie
Après un abitur professionnel à Kempten, elle étudie la pédagogie sociale de 1975 à 1977 à Eichstätt. Elle commence ensuite une formation de sculpture de bois auprès de Baldur Geipel dans une école de Garmisch-Partenkirchen. Elle va à l'académie des beaux-arts de Karlsruhe auprès de Otto Herbert Hajek et Hiromi Akiyama.